# Priory Recording Studios
Die Priory Recording Studios sind ein englisches Tonstudio in Royal Sutton Coldfield. Es ist auf Abmischung, Mastering und Aufnahme spezialisiert und wird von Greg Chandler betrieben. Die Hauptkundschaft besteht aus Metal-Bands, für die das Studio meist das Mastering übernimmt.

## Geschichte
Das in Royal Sutton Coldfield, einer zur City of Birmingham gezählten Stadt in den West Midlands, gelegene Gebäude, in dem sich das Studio befindet, wurde 1997 von dem Studiodesign-Unternehmen London Recording Architecture entworfen und für den Tonstudiobedarf gebaut. Anfangs als Fatman Studios von Jonathan Woodroffe betrieben, wurde der Name 2002 in Priory Recording Studios geändert, nachdem das Studio mit Weggang von Woodroffe Teil der Automobilunternehmensgruppe Zytek Group wurde. Im April 2006 übernahm der Esoteric-Sänger und professionelle Tontechniker und Manager des Studios Greg Chandler das Unternehmen. Unter seiner Leitung nahmen Interpreten wie Bethlehem, Pantheist, Wodensthrone, Fen, Corpus Diavolis, Grave Lines, My Silent Wake und Gutworm im Studio auf. Bereits das 2004 veröffentlichte Esoteric-Album Subconscious Dissolution into the Continuum wurde in den Priory Recording Studios aufgenommen. Nachkommend nutzte die Band die Räumlichkeiten häufiger zum Proben und beständig zum Aufnehmen aller weiterer Veröffentlichungen. Auch mit dem Projekt Self Hypnosis, das Chandler mit Kris Clayton initiierte nahm er im eigenen Studio auf.
Neben der Aufnahme- und Produktionstätigkeit ist das Studio für das Mastering von Gruppen aus dem Doom- und Black-Metal-Umfeld bekannt. Darunter diverse Interpreten, die von dem Independent-Label Aesthetic Death Records verlegt wurden, unter anderem Ketch, Wijlen Wij, Whelm, Monads und Epitaphe. Neben dieser engen Kooperation mit Aesthetic Death Records nahmen auch Gruppen wie Ungfell, Suffer Yourself, Comatose Vigil, Mourning Beloveth oder Moss die Dienste in Anspruch.

## Ausstattung
Der Studiobereich besteht aus einem Regie- und Kontrollraum, zwei Aufnahmeräumen und einer Voice-Over- und Gesangskabine. Alle Räume sind mit Raum-im-Raum-Schalldämmung und schwimmenden Bodenkonstruktionen ausgestattet. Das Studio wurde akustisch analysiert, um die angestrebte Genauigkeit zu bestätigen.